# هنری سی. هنس‌برو
هنری سی. هنس‌برو (به انگلیسی: Henry C. Hansbrough) سناتور سابق عضو حزب جمهوری‌خواه ایالات متحده آمریکا بود. وی در سال ۱۸۹۱ تا ۱۹۰۹ میلادی سناتور ایالت داکوتای شمالی در سنای ایالات متحده آمریکا بود.